# Antonio Lucci
Antonio Lucci, rodným jménem Angelo Nicola Lucci (2. srpna 1682, Agnone – 25. července 1752, Bovino) byl italský římskokatolický duchovní, řeholník Řádu menších bratří konventuálů, sloužící jako biskup z Bovina. Katolická církev jej uctívá jako blahoslaveného.

## Život
Narodil se dne 2. srpna 1682 v obci Agnone ševci Francescovi Luccimu a jeho manželce Angele Paolantonio. Navštěvoval místní školu, kterou spravovali minorité, a později se k nim připojil. Své řeholní sliby v řádu složil roku 1698 pod řeholním jménem Antonio. Během studií se spřátelil se sv. Francescem Antoniem Fasanim.
Kněžská studia dokončil v Assisi, kde byl 19. září 1705 vysvěcen na kněze. Kromě studií teologie studoval také rétoriku a filosofii. Jeho další studium vedlo k doktorátu z teologie a jmenování profesorem v Agnone a také učitelem na františkánské škole v Ravellu, kterým byl v letech 1709–1712, a na františkánské škole San Lorenzo v Neapoli, kde působil mezi lety 1713–1718. Působil také jako kvardián kláštera v Neapoli.
V roce 1718 byl zvolen provinciálním představeným svého řádu, kterým byl do roku 1719, kdy byl jmenován profesorem na Papežské univerzitě sv. Bonaventury v Římě, kde pracoval až do svého jmenování na biskupský stolec. V roce 1725 jej papež Benedikt XIII. pověřil psaním proti jansenismu. V té době se také spekulovalo jeho jmenování kardinálem, ale nedošlo k tomu. Dne 7. února 1729 jej papež Benedikt XIII. jmenoval biskupem z Bovina. Sám Benedikt XIII. mu následujícího 13. února udělil v bazilice sv. Petra v Římě biskupské svěcení.
Jeho episkopát se vyznačoval četnými návštěvami farností jeho diecéze. Své příjmy věnoval na zakládání škol. Opravoval kostely a vymáhal disciplínu vůči kněžím, kteří se oddávali marnivosti. Navštěvoval také poustevníky, aby zajistil, že se v těchto poustevnických místech dodržuje magisterium. Na žádost generálního představeného svého řádu sepsal knihu o životech světců a blahoslavených z řádu minoritů.
Zemřel na vysokou horečku dne 25. července 1752 v Bovinu, kde jsou jeho ostatky uloženy v konkatedrále Nanebevzetí Panny Marie.

## Úcta
Jeho beatifikační proces započal dne 5. prosince 1764, čímž obdržel titul služebník Boží. Dne 13. června 1847 jej papež bl. Pius IX. podepsáním dekretu o jeho hrdinských ctnostech prohlásil za ctihodného. Dne 28. listopadu 1988 byl uznán zázrak na jeho přímluvu, potřebný pro jeho blahořečení.
Blahořečen pak byl dne 18. června 1989 na Svatopetrském náměstí papežem sv. Janem Pavlem II.
Jeho památka je připomínána 25. července. Bývá zobrazován v řeholním oděvu nebo s biskupskými insigniemi.